# トロント・デフィエント
「トロント・デフィエント（Toronto Defiant）」は、カナダ・トロントを本拠地とする『オーバーウォッチ（Overwatch）』eスポーツチームである。「オーバーウォッチ・リーグ（Overwatch League / OWL）」所属。チーム名の「デフィエント（Defiant）」は、「反抗的」の意味である。

## ヘッドコーチ
2018-10-24現在
| ハンドル | 姓名         | 就任日        | 離任日 | 注    | 備考 |
| -------- | ------------ | ------------- | ------ | ----- | ---- |
| Bishop   | Lee Boum-jum | 2018年9月10日 | –      | [ 4 ] |      |